# سيدني ماري طومسون
كانت سيدني ماري طومسون (المعروفة أيضاً باسم السيدة كريستين) (1847- 16 تموز 1923) جيولوجية أيرلندية وعالمة نبات وفنانة.

## الخلفية والحياة العائلية
ولدت طومسون في وايتهاوس في مقاطعة أنترم، وهي ابنة جيمس طومسون، تاجر بياضات الكتان من بلفاست. كان عمها ويليام توبسون عالم طبيعة. تصف طومسون طفولتها بأنها "برمائية؛ كان منزل عائلتها في ميكدون بوينت، مما جعلها تستكشف الكثير من مناطق الساحل مع أخيها بواسطة قارب صغير. قضت طومسون 3 سنوات في درسدن في ألمانيا، ثم درست الفن في مدرست لفاست الحكومية للفنون، من عام 1870، وأكملت دراستها في لندن لاحقاً. في عام 1900، تزوجت من الفنان السويسري رودولف كريستين، وانتقل الزوجان فيما بعد إلى اسكتلندا.

## الجيولوجيا
نظمّت طومسون محاضرات وأعمال عملية بصفتها عضو نشط في نادي بلفاست للناشئين، مما أظهر اهتماماً خاصاً بالطبقات الطبوغرافية والبتروغرافية. كان عملها الميداني الأصلي يتعلق غالباً بمصادر المواد في الرواسب الجليدية لأيرلندا الشمالية.
كانت صديقة ومتعاونة مع عالمة الجيولوجيا الأيرلندية الشمالية ماري أندروز، وقد عملتا معاً على الشوارد الجليدية، وجمعتا العينات لرسم الخرائط وتسمية الشوارد بهدف اكتشاف اتجاه تدفق الجليد في أولستر. تم نشر تقاريرها ضمن وقائع نادي بلفاست فيلد، بصفتها سكرتيرة النادي.
في وقت ما بين عامي 1907 و1910، اكتشفت طومسون قطعة من الجرانيت الصغير الخاص بجزيرة أيلسا كرايغ في مويس، بالقرب من ليمافاديلندنديري. أظهر الشارد الغرانيتي أقصى امتداد غرباً لكتلة جليد البحر الأيرلندي الذي تم نقله جنوباً بواسطة الكتلة الجليدية من اسكتلندا إلى الترسبات الجليدية مما سمح برسم خريطة لمسار النهر الجليدي. سبب اكتشاف طومسون هذا، مد الحدود الغربية للنهر الجليدي 32 كم زيادةً على التصنيف السابق.

## الفن
حصلت طومسون على العديد من الجوائز فيما يخص فنها<ref>Newmann، Kate. "Sydney Mary Thompson". Ulster Biography. مؤرشف من الأصل في 2019-01-08. اطلع عليه بتاريخ 2012-10-19.</ref، وكانت عضواً في نادي بلفاسترامبلرز للرسم وجمعية بلفاست للفنون، والتي أصبحت راعية لها في عام 1921.